# Долгопольский сельсовет
Долгопольский сельсовет (бел. Даўгапольскі сельсавет) — административная единица на территории Городокского района Витебской области Белоруссии. Административный центр — агрогородок Долгополье. Население — 625 человек (2019).

## История
Создан 16 июля 1954 года путём объединения упразднённых Москаленятского и Селищанского сельсоветов с центром в деревне Долгополье.
В 1968 году центр сельсовета был перенесён в деревню Заречье, в августе 1988 года возвращён обратно в Долгополье.
26 июня 1997 года в состав сельсовета вошла территория упразднённого Пролетарского сельсовета.
20 января 2023 года упразднена деревня Беляи.

## Состав
Долгопольский сельсовет включает 37 населённых пунктов:
- Авдеенки — деревня
- Бобарыки — деревня
- Бобровщина — деревня
- Большое Кошо — деревня
- Верино — деревня
- Весницкие — деревня
- Долгополье — агрогородок
- Забабуры — деревня
- Завань — деревня
- Загузье — деревня
- Заречье — деревня
- Ивановка — деревня
- Кисели — деревня
- Ковалевцы — деревня
- Ковали — деревня
- Костяново — деревня
- Крошки — деревня
- Медведи — деревня
- Москаленята — деревня
- Мыльнище — деревня
- Новая — деревня
- Новка — деревня
- Оскато — деревня
- Петинники — деревня
- Погост — деревня
- Пролетарск — деревня
- Прудок — деревня
- Пуща — деревня
- Сазоненки — деревня
- Селище — агрогородок
- Силовцы — деревня
- Савостеенки — деревня
- Узкое — деревня
- Филимоново — деревня
- Хаменки — деревня
- Шикени — деревня
- Яново — деревня

Упразднённые населённые пункты:
- Беляи[4] — деревня

## Население
Согласно переписи 2009 года на территории сельсовета проживало 999 человек, среди которых 87,1% — белорусы. В 2019 году проживало 684 человека.